# زمردی شکم‌تابان
زمردی شکم‌تابان (نام علمی: Chlorostilbon lucidus) نام یک گونه از سرده زمردی‌ها است.